# Neupré
Neupré ist eine Gemeinde in der belgischen Provinz Lüttich. Sie besteht aus den Ortschaften Ehein, Neuville-en-Condroz, Plainevaux und Rotheux-Remière, wo auch das Rathaus steht.

## Sehenswürdigkeiten
Im Südosten Neuprés liegt der US-amerikanische Soldatenfriedhof Ardennes American Cemetery and Memorial mit mehr als 5.000 Gefallenen des Zweiten Weltkriegs.

## Weblinks

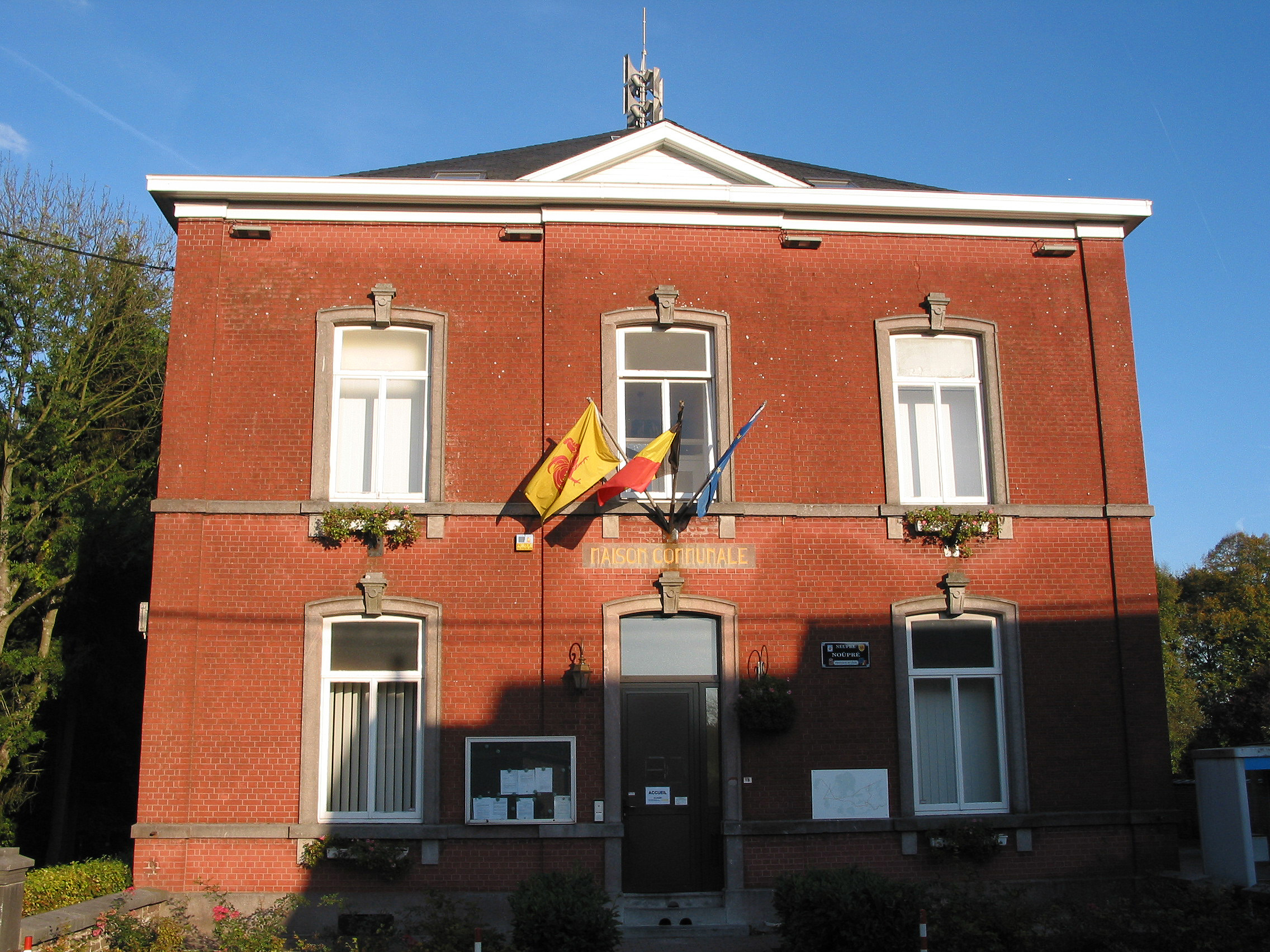
Rotheux-Rimière, Rathaus